# 沙特阿拉伯航空航點
沙地阿拉伯航空飛越亞洲、歐洲、非洲與北美洲超過80座城市，而航空公司的基地是位於吉達、利雅得、達曼、麥地那與艾卜哈。
以下是沙地阿拉伯航空的目的地（2011年7月），列表中包括城市與國家名稱、機場的IATA與ICAO碼及機場名稱。此外，一些機場名稱會有背景顏色，這代表不同的意思，如下表：
| [Hub]      | 樞紐機場/基地 |
| [Cargo]    | 只有貨運      |
| ^^         | 客運+貨運     |
| ^          | 未來目的地    |
| [Seasonal] | 只限季節服務  |
| [T]        | 過去的目的地  |